# Porsche 917
Porsche 917 — спортивный автомобиль, разработанный компанией Porsche в конце 1960-х годов специально для участия в Чемпионате Мира по гонкам на спортивных автомобилях и в том числе для гонки «24 часа Ле-Мана». В модификации 917/30 для гонок Can-Am был одним из мощнейших автомобилей своего времени.

## Предпосылки возникновения
Фердинанд Карл Пиех (в будущем генеральный директор Volkswagen Group) решил сделать подарок своему дяде Фердинанду Порше в форме долгожданной победы Porsche в автогонке «24 часа Ле-Мана». Однако на тот момент в модельном ряде Porsche не было достойного гоночного автомобиля для конкуренции с Ford GT40 и иными.
На руку компании Porsche сыграло решение Международной автомобильной федерации внести значительные изменения в регламент в результате которых многие производители были вынуждены начать строительство совершенно новых автомобилей. Изначально был установлен минимальный порог в 50 автомобилей для участия в спортивной категории международного чемпионата марок (позднее название Чемпионат мира по спортивным автомобилям), однако в связи с небольшим количеством возможных участников порог был уменьшен до 25 автомобилей на весь запланированный срок действия правил (1969—1971).
Компанией Porsche и её техническим директором Фердинанд Карл Пиехом были брошены огромные усилия и две трети годового бюджета всей компании на строительство Porsche 917, базой для которого послужил Porsche 908 в целях победы в автогонке «24 часа Ле-Мана» 14 мая 1970 года.
Когда инспекторы Международной автомобильной федерации впервые посетили производство для проверки готовности было полностью завершено строительство только трех автомобилей, тогда как восемнадцать проходили сборку, а дополнительных комплектов деталей было только семь. Позиция компании состояла в том, что если они сейчас полностью соберут машины, им придётся их сразу же разбирать для приготовления к гонкам. Несмотря на аргументы компании Porsche, инспекторы Международной автомобильной федерации отказались давать подтверждение готовности и заявили о необходимости представления им 25 собранных и работающих автомобилей. В результате 12 марта 1969 года на автосалоне в Женеве был выставлен Porsche 917, окрашенный в белый цвет с зелёным носом. В краткой аннотации об автомобиле была указана цена в 140 000 немецких марок, что равнялось приблизительно 16 000 фунтов стерлингов по обменному курсу на тот период, или цене около десяти Porsche 911s. Данная цена даже близко не покрывала затраты на разработку автомобиля. 20 апреля 1969 года Фердинанд Карл Пиех лично продемонстрировал инспекторам Международной автомобильной федерации 25 штук Porsche 917, припаркованных в ряд перед заводом Porsche. Карл предложил инспекторам лично прокатиться на любой из машин, но получил вежливый отказ.

## Строительство автомобиля
Porsche 917 был разработан главным инженером Гансом Мезгером и Хельмутом Боттом под руководством Фердинанда Пиеха. Мощность выдавал новый 4,5 литровый двигатель с воздушным охлаждением, который был разработан Мезгером и представлял собой комбинацию из двух двигателей Porsche 2,25L. Двигатель «Тип 912» отличался плоской 12-цилиндровой компоновкой на 180 градусов. Для сохранения компактности автомобиля при значительных размерах двигателя место водителя было отодвинуто настолько вперёд так, что ноги водителя выходили за пределы оси переднего колеса. Это был первый 12-цилиндровый двигатель Porsche, в котором использовалось множество компонентов, изготовленных из титана, магния и других экзотических сплавов в целях облегчения автомобиля.
Также в целях снижения веса автомобиля ручка переключения передач была сделана из берёзовой древесины. У первоначальной версии Porsche 917 был длинный хвост, в связи с чем возникали проблемы на высоких скоростях с управлением из-за значительного подъёма сзади. В 1971 году в результате совместной работы заводских инженеров Porsche и гоночной команды Джона Уайера, возглавлявшего гоночную команду Gulf Team, была улучшена аэродинамика Porsche 917 путём обрезания хвоста и добавления спойлера. Модель назвали Porsche 917К — «короткий хвост». К этому времени инженеры Porsche увеличили оригинальный 4,5-литровый двигатель, выдававший 520 л. с., до 5-литрового, дающего 630 л. с.
Автомобили Porsche 917К зачастую использовались в коротких дорожных заездах на таких гоночных трассах, как Себринг, Брэндс-Хэтч, Монца и Спа-Франкоршам. Однако главным призом стал «Ле-Ман». Специально для длинных высокоскоростных прямых французских трасс Porsche создала специальный кузов с длинным хвостом, который был разработан для минимального сопротивления и, следовательно, максимальной скорости. Однако фактически на дебюте в 1969 году автомобиль оказался почти неуправляемым, так как прижимной силы было не достаточно. Заводом помимо Porsche 917К была выпущена модификация Porsche 917L, которая стала настолько устойчивой, что водители могли убрать руки с руля на скорости в 246 миль в час (395 км/час).

## Гоночная история

### 1969—1971 годы. Чемпионат мира по спортивным автомобилям

#### 1969 год

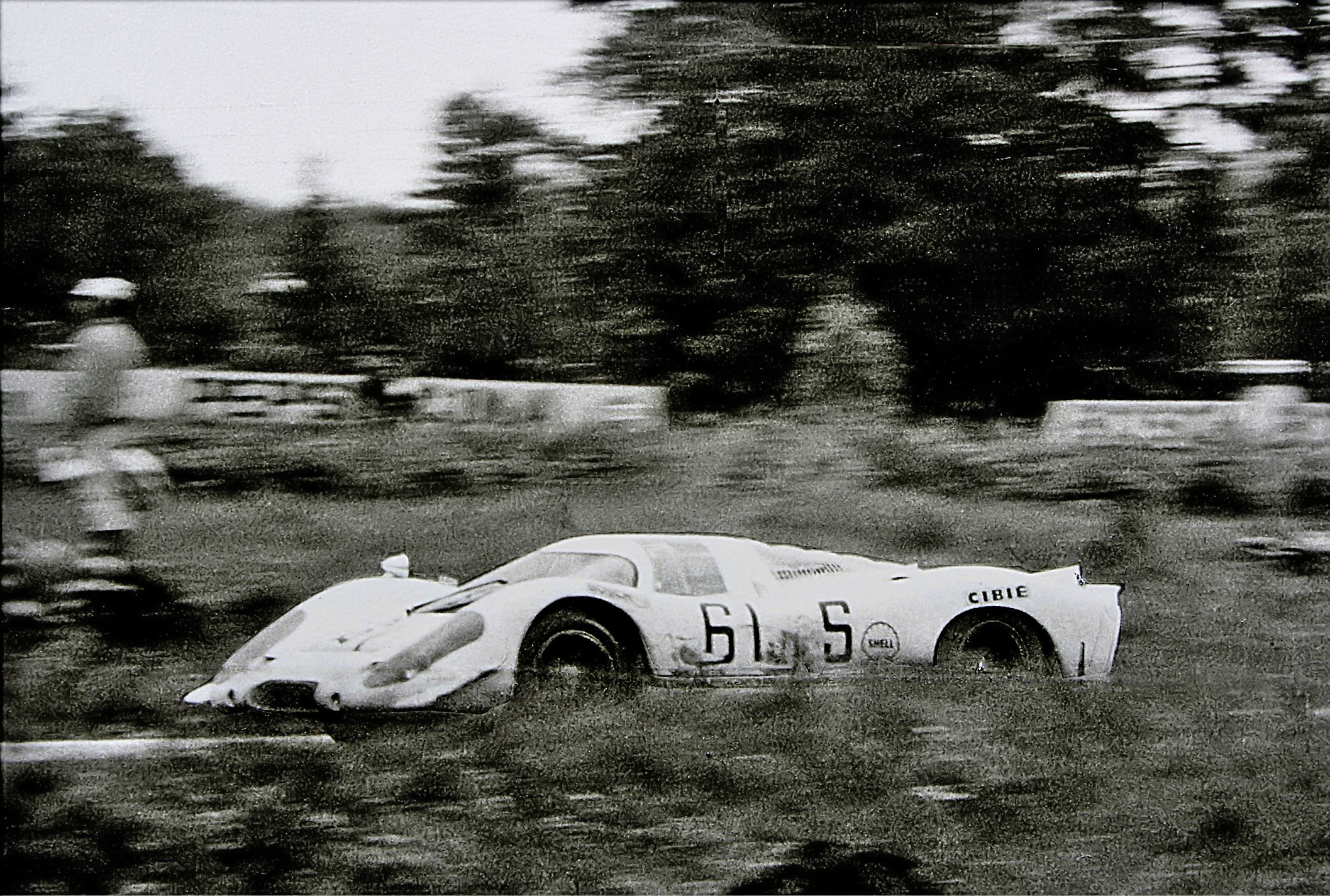
Porsche 917 на 1000 км. Гонка на Нюрбургринге 1969 год.

В ходе тестирования автомобиля выяснилось, что Porsche 917 плохо управляем на высоких скоростях. Водитель завода Porsche Брайан Редман вспоминал, что «он был невероятно нестабилен на высоких скоростях». Многие считали, что 4,5-литровый двигатель был слишком большим для рамы. В итоге было установлено, что «длинный хвост» создавал значительную подъёмную силу на прямых участках. Porsche 917 разгонялся на 30 км/ч (19 м/ч) быстрее, чем что-либо ранее построенное для автогонки в Ле-Мане. В автогонке на 1000 км Нюрбургринг все гонщики предпочитали Porsche 908, а не Porsche 917, который, несмотря на модификации, не подходил для извилистой трассы. Поскольку было необходимо продвигать автомобиль, Porsche попросил BMW об услугах своих заводских водителей Хьюберта Хана и Дитера Квестера. Они тренировались на Porsche 917, но организаторы гонки отказали им в участии. В связи с этим на короткие сроки были наняты для участия в гонке англичанин Дэвид Пайпер и австралиец Фрэнк Гарднер. Однако им удалось довести Porsche 917 лишь до восьмого места, оставив позади Ford и Alfa. В то время как Porsche 908 занял 1-2-3-4-5 места.
В гонке «24 часа Ле-Мана» 917 стали самыми быстрыми в квалификации и заняли два первых места на старте. В самой гонке все машины 917 сошли, а пилот Джон Вулф, единственный заявившийся на 917 за собственную команду, вообще погиб в аварии на первом круге. Лучшим результатом заводской команды стало второе место, занятое на 908.
В дальнейшем автомобили Porsche 917 участвовали в различных этапах чемпионата, но первые место занять так и не смогли. Первую победу в 1969 году удалось одержать в гонке на 1000 км в Цельтвеге.
В июне 1969 года Энцо Феррари специально продал половину своих акций FIAT для создания 25 автомобилей, оснащённых 5-литровым V12, чтобы конкурировать с Porsche 917 в следующем сезоне. В результате родится Ferrari 512, который был представлен в сезоне 1970 года.

#### 1970 год

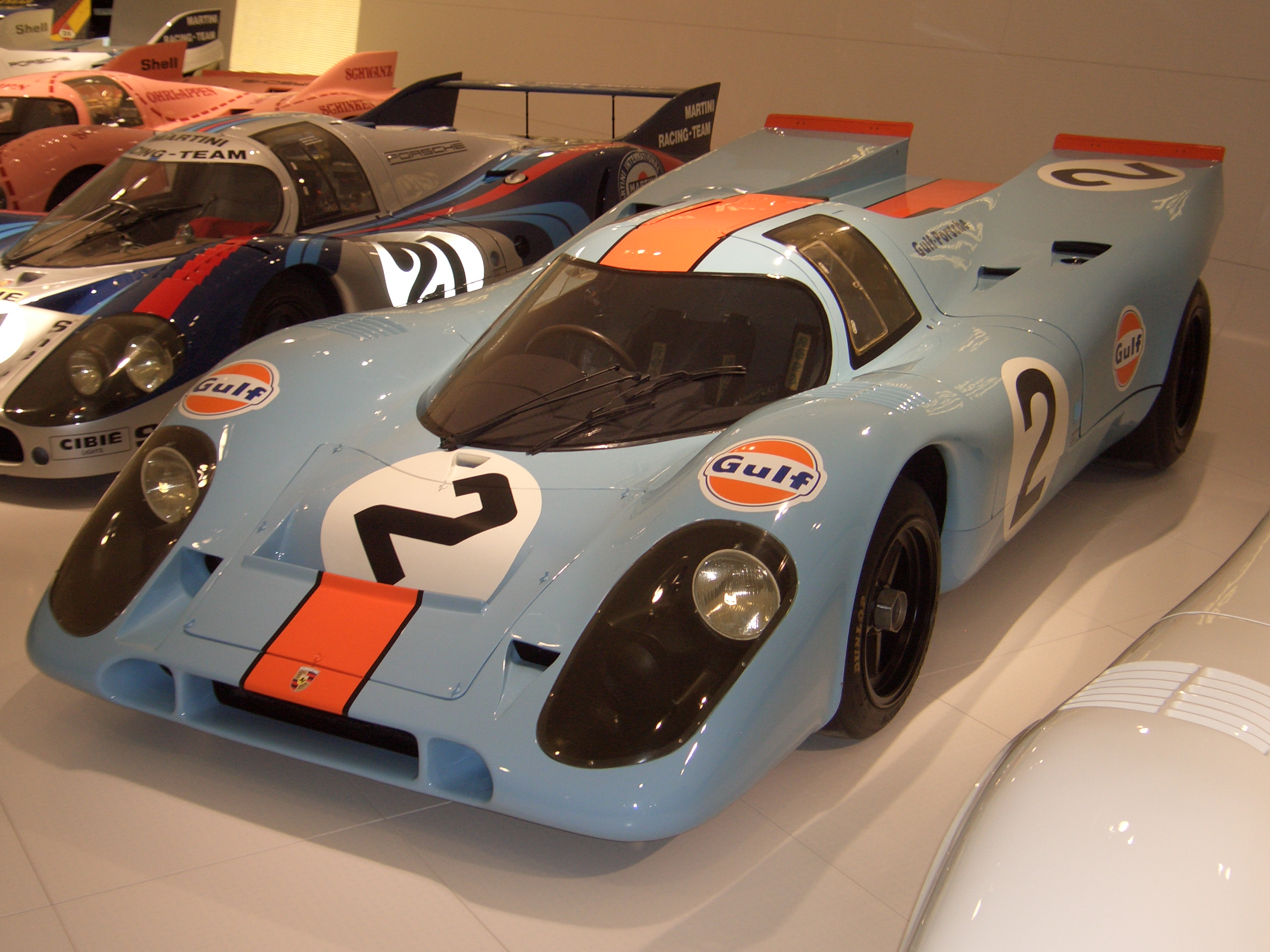
Porsche 917. Чемпионат мира по спортивным автомобилям. 1970 год.

Разочарованная результатами Porsche 917 в 1969 году и столкнувшись с новыми конкурентами, компания Porsche заключила соглашение с Джоном Уайером и его командой JWA Gulf, которая стала официальной командой Porsche и официальным партнёром компании. Во время испытаний на трассах Остеррайхринг и Цельтвег главный инженер Уайера Джон Хорсман заметил, что на кузове отобразился узор из мёртвых комаров, при этом хвост был чист. Отсутствие мёртвых комаров указывало на то, что поток воздуха не проходил над хвостом. Модифицированный короткий хвост, сооружённый на месте из алюминиевых листов, дал Porsche 917 столь необходимую прижимную силу. Водители Редман и Аренс сделали по 10 кругов и остались довольными улучшенными характеристиками. Новая версия получила название 917K (Kurzheck, или «короткий хвост»). В дополнение к тяжёлому и мощному Porsche 917, был разработан Porsche 908/3 для медленных и извилистых трасс Нюрбургринга и сицилийских горных дорог, используемых в Targa Florio. Модель Porsche 908/3 была построена в соответствии с 3-литровыми правилами FIA Group 6 по прототипам, тогда как Porsche 917 стал официально спортивным автомобилем Group 5 после очередного пересмотра FIA его гоночных классов. Джон Уайер с удивлением обнаружил, что не только его команда тщательно готовится к «24 часам Ле-Мана» 1970 года при тесной поддержке Porsche. Также поддержку получила команда Martini Racing. Таким образом, компания Porsche прикладывала все усилия для победы. Кроме того, для «Ле-Мана» 1970 года при поддержке внешнего консультанта Роберта Шуле была разработана новая версия Porsche 917 с низким сопротивлением. Новая модификация получила название 917LH (Langheck) и отличалась впечатляющим новым длинным хвостовым корпусом, который обладал очень низким сопротивлением, но в то же время имел большую заднюю прижимную силу, чем длинный хвост 1969 года. 4,9-литровый двигатель, представленный на 1000 км в Монце был испытан, но он оказался ненадёжным для гонок на длинные дистанции.
В итоге к концу 1970 года компания Porsche утвердила свой авторитет в гонках на выносливость, убедительно доминируя в чемпионате. Из 10 гонок в чемпионате (плюс некоторые другие соревнования, не относящиеся к чемпионату), команды Porsche (John Wyer Automotive и Porsche Salzburg) выиграли все гонки кроме Себринга (который выиграл Ferrari) с двумя моделями автомобилей 917K и 908/03. Оригинальная производственная серия из 25 штук Porsche 917 не смогла удовлетворить спрос, поэтому всего было построено более 50 машин. После 20 лет поражений Porsche превратилась в нового лидера спортивных автогонок благодаря Porsche 917.

#### 1971 год
Поддерживаемые компанией Porsche, гоночные команды John Wyer Automotive и Martini Racing в 1971 году имели успех и одержали победу в большинстве гоночных серий. Кроме того в этом году были побиты 4 отдельных рекорда Ле-Мана: самый быстрый квалификационный круг, самый быстрый круг в гонке, самая высокая максимальная скорость и самая длинная пройденная дистанция. Все рекорды были установлены Porsche 917.

## Модификации (версии) автомобиля
В период использования Porsche 917 было выпущено 11 различных модификаций автомобиля.

### 1969. Porsche 917

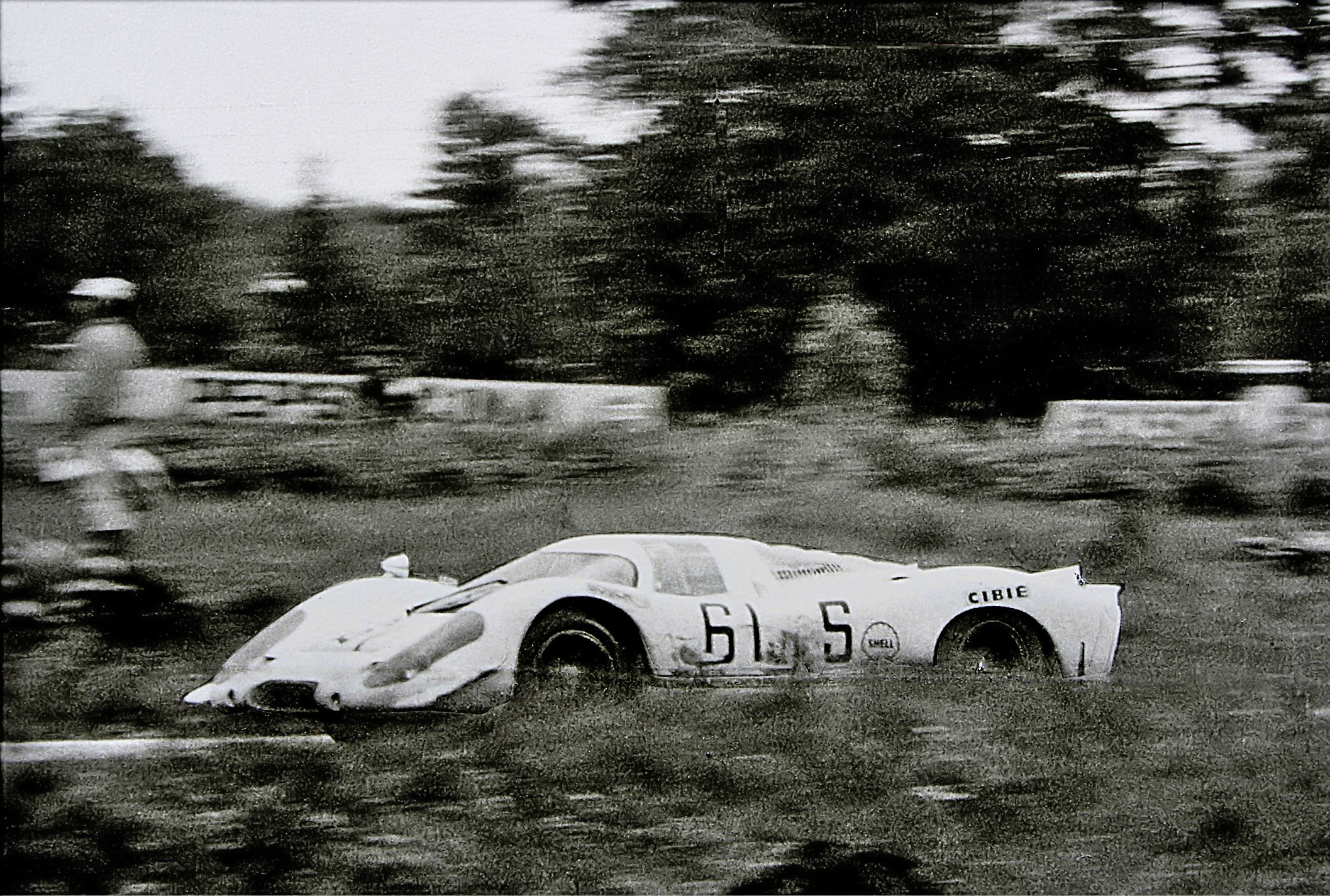
Porsche 917

Это был оригинальный Porsche 917, созданный компанией Porsche в период с 1968 по 1969 год для соответствия правилам Чемпионата мира по спортивным автомобилям. Данный автомобиль дебютировал в 1969 году на автогонке «24 часа Ле-Мана». Данный автомобиль имел значительные проблемы с управляемостью из-за аэродинамического подъёма.

### 1970. Porsche 917 PA (Porsche-Audi)

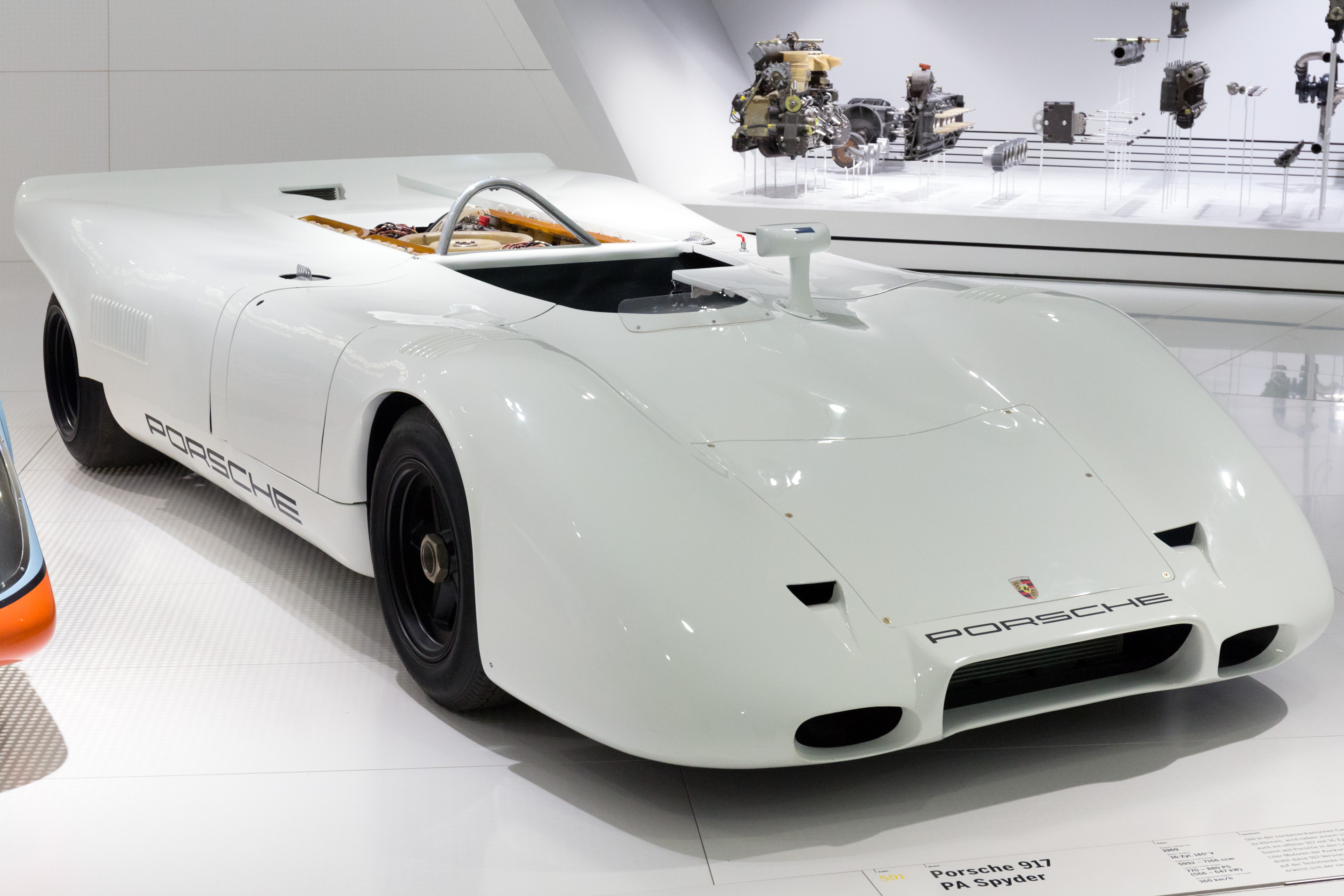
Porsche 917 PA

Этот автомобиль представлял собой версию 917 с открытым верхом и коротким хвостом и был сделан для участия в чемпионате Can-Am. В данной гонке принял участие швейцарский автогонщик Йо Зифферит, однако занять лидерские позиции ему не удалось.

### 1970. Porsche 917 K («короткий хвост»)

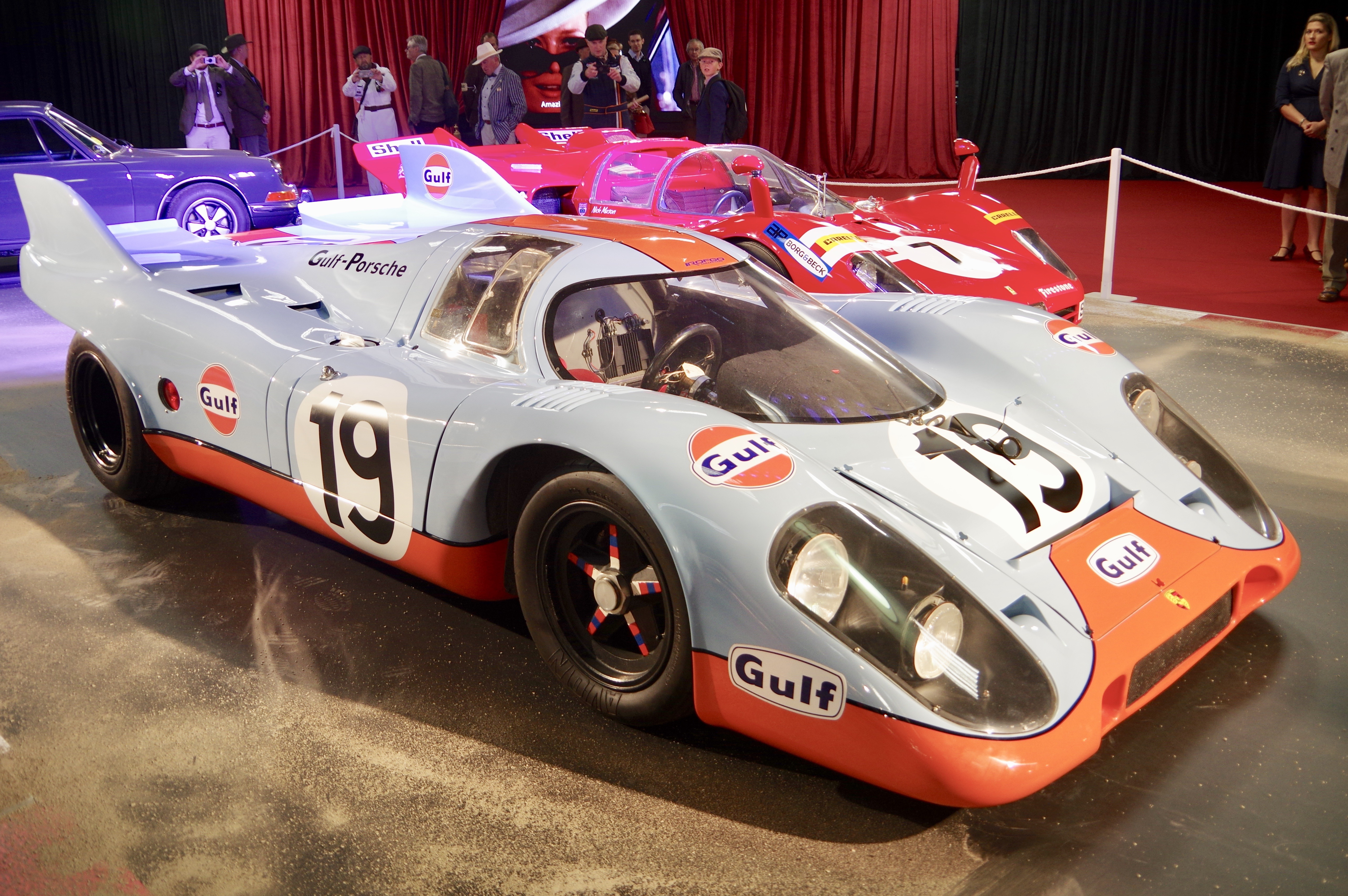
Porsche 917 K

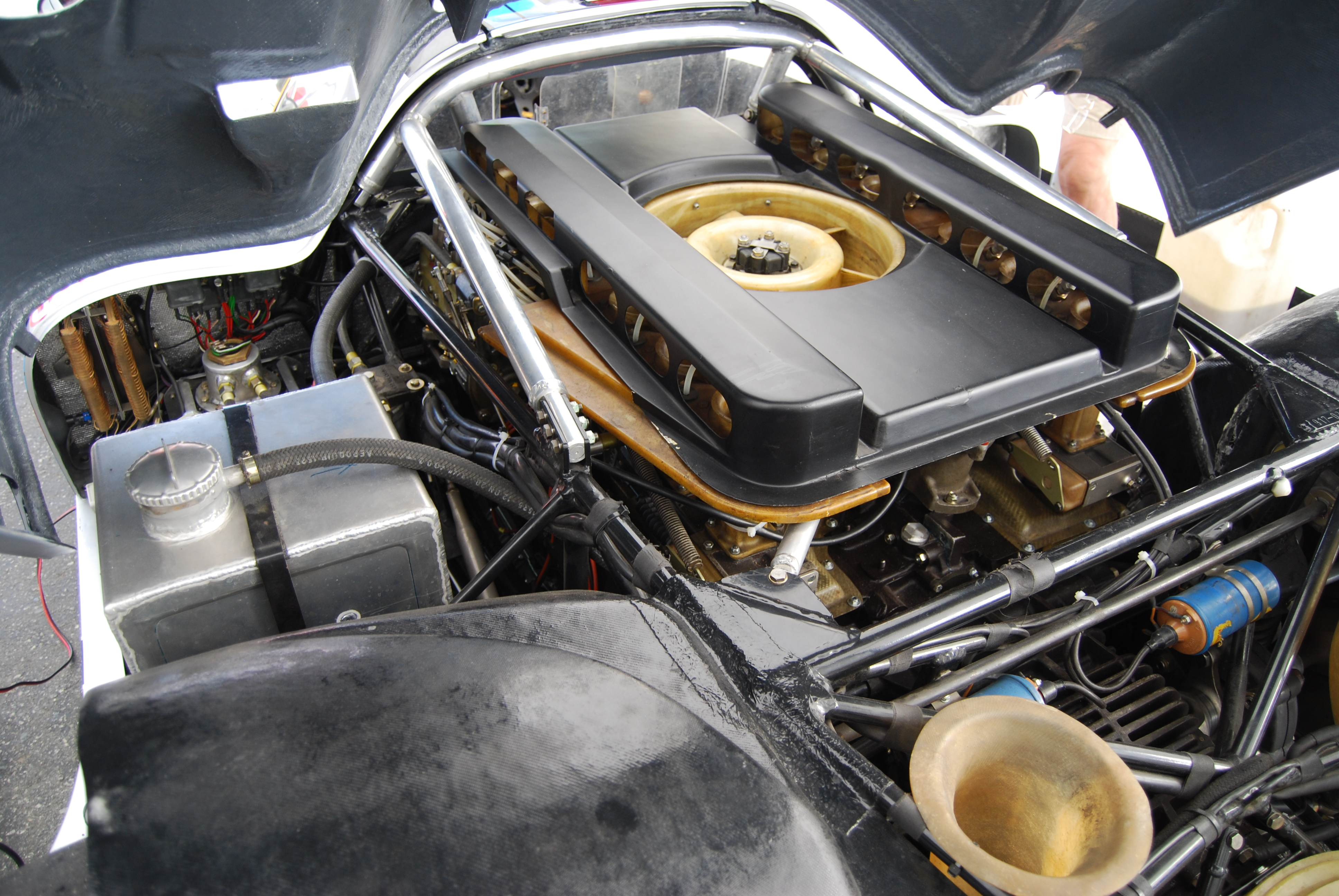
Двигатель типа 912 Flat-12

По результатам гоночного чемпионата 1969 года специалистам компании Porsche стало ясно, что аэродинамика оригинальной версии делает автомобиль не управляемым на высоких скоростях. В результате совместной работы команды John Wyer Automotive и компании Porsche появилась модификация Porsche 917 K (в переводе «короткий хвост»). Данная модификация стала гораздо более устойчивой на высоких скоростях. В итоге автомобиль Porsche 917 K стал стандартной комплектацией для все последующих гонок, кроме «24 часа Ле-Мана».

### 1970. Porsche 917 L («длинный хвост»)

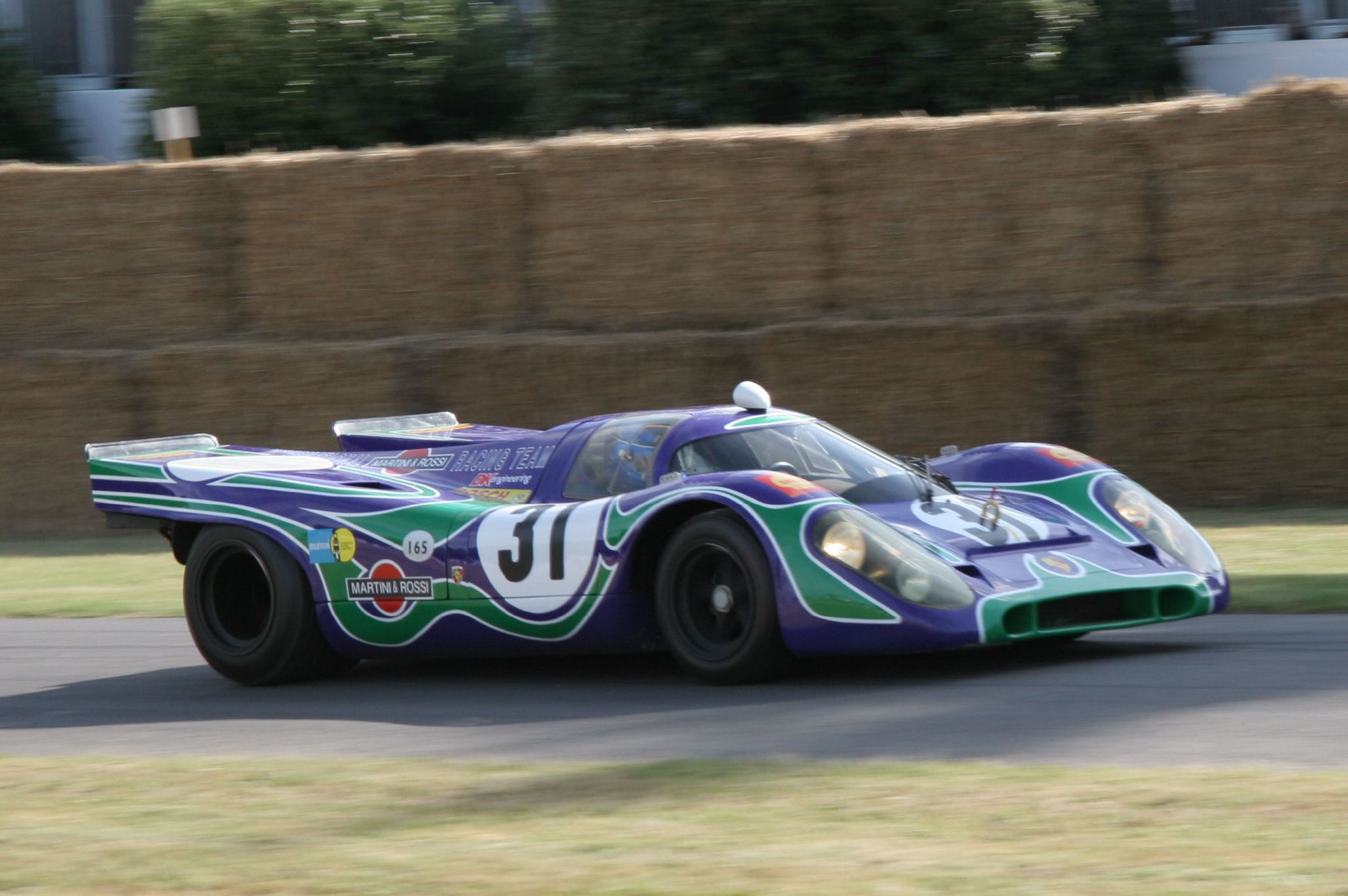
Porsche 917 L

Данная версия специально спроектирована для участия в автогонке «24 часа Ле-Мана» путём улучшения скоростных характеристик в результате увеличения мощности, развиваемой двигателем flat-12 по сравнению с предыдущими типами двигателей. В результате в автогонке 24 часа Ле-Мана приняли участие два автомобиля Porsche 917 L: Porsche Salzburg (SER # 917L 042) (ливрея White / Red Shell) и Martini International (SER # 917L 043). Porsche Salzburg 917L был квалифицирован в поул-позиции, но автомобиль вышел из строя из-за отказа двигателя через 18 часов после начала гонки. Martini 917L финишировал вторым, на 5 кругов отставая от зальцбургского 917K Ханса Херрмана и Ричарда Этвуда.

### 1971. Porsche 917 (16 цилиндров)

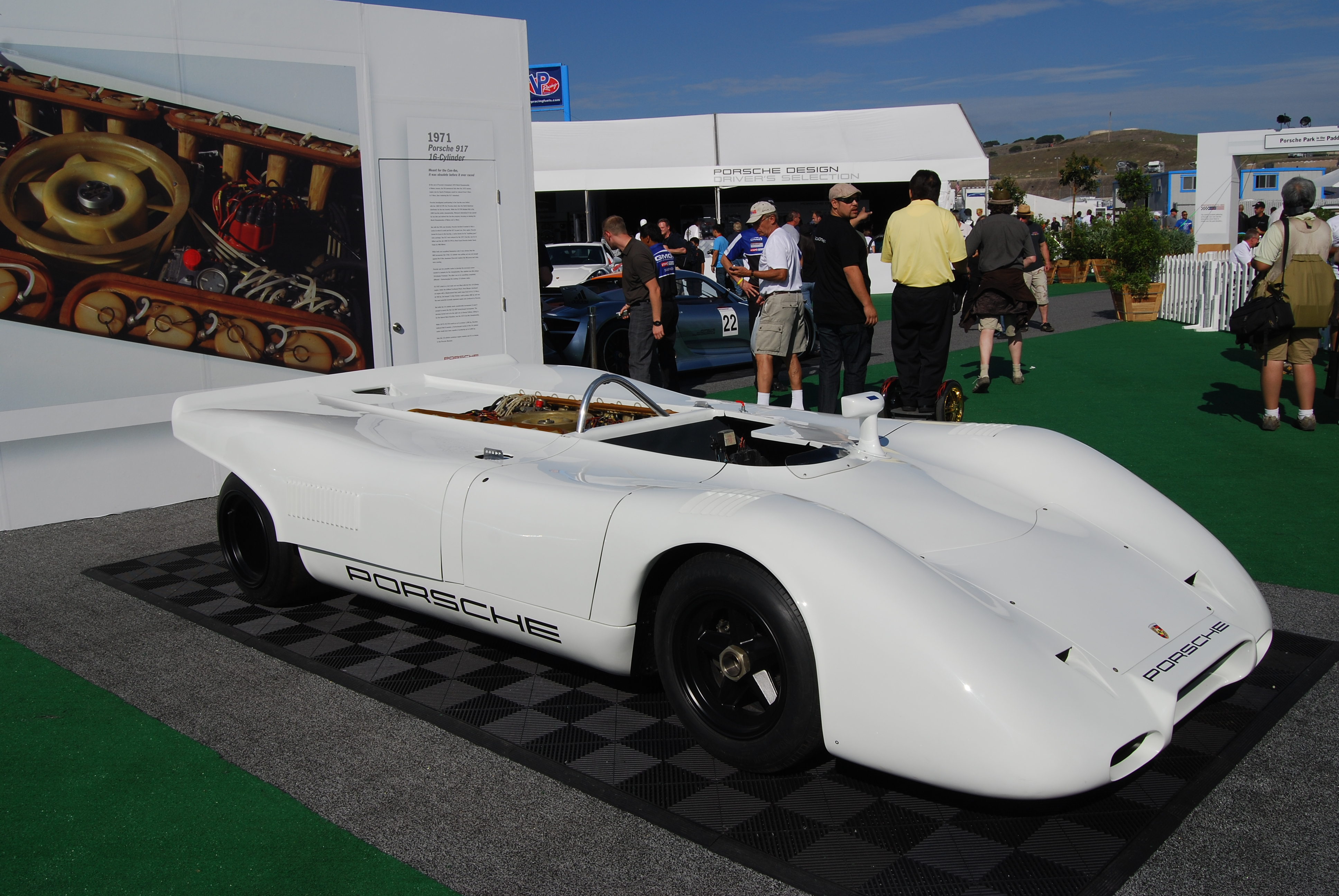
Porsche 917 16 цилиндров

Для увеличения мощности и конкуренции с другими более мощными автомобилями в чемпионате Can-Am, был разработан 6,6-литровый прототип (551 кВт, 739 л. с.) с плоским двигателем. Он был на 80 кг тяжелее существовавшего 12-цилиндрового двигателя и имел колесную базу на 270 мм длиннее. Однако данная модификация так не приняла участия в гонках.

### 1971. Porsche 917 K

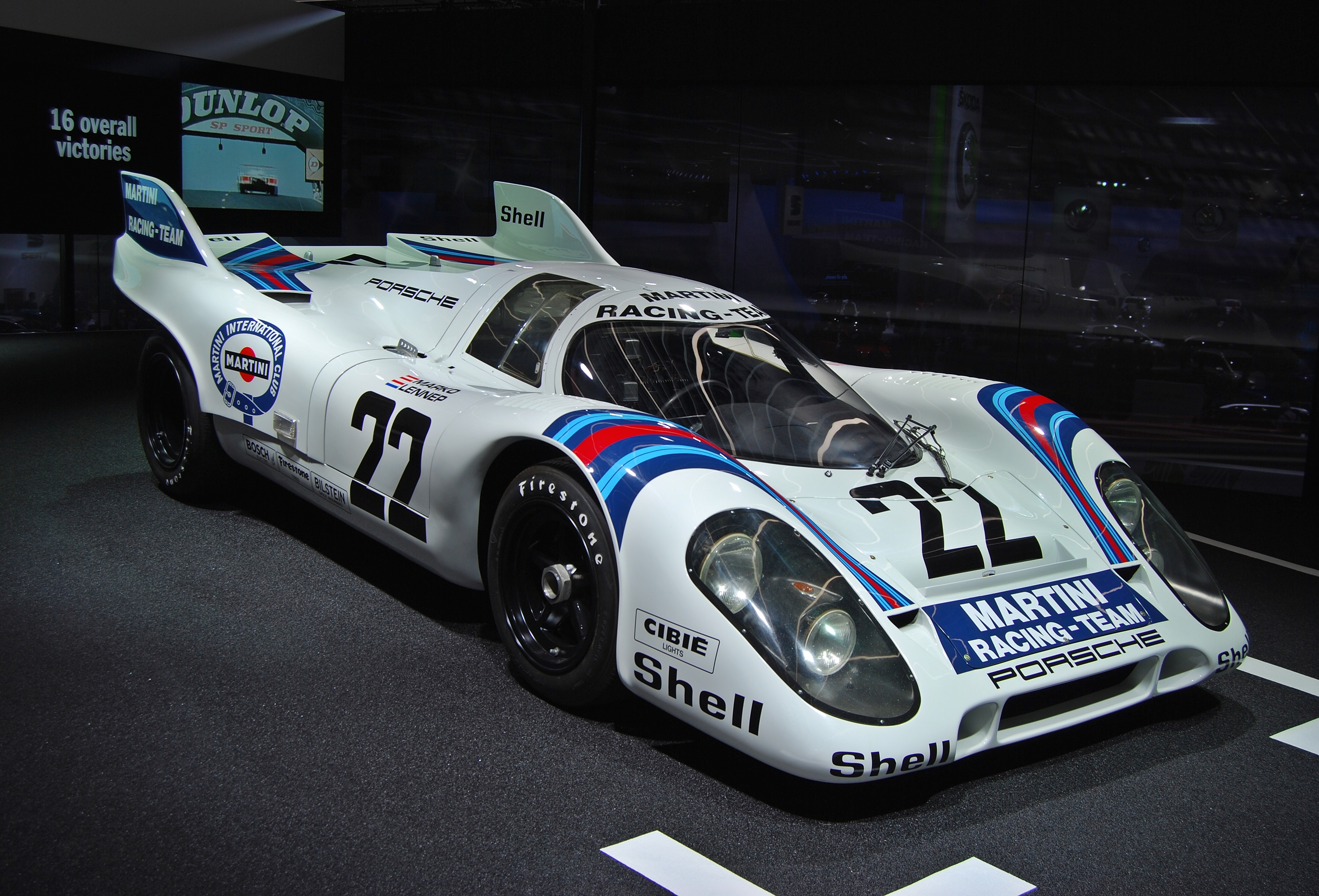
Porsche 917 K (1971)

Версия Porsche 917 K была доработана для сезона 1971 года. У машины появились вертикальные плавники и 2 воздуховода в хвостовой части для лучшей аэродинамики и охлаждения. По результатам тестов данная модификация стала более быстрой по сравнению с версией от 1970 года. Данная модификация также выиграла гонку в Ле-Мане в 1971 году.
В том же году Porsche 917 стал героем фильма Стива Маккуина «Ле-Ман». В 2017 году автомобиль, снятый в фильме, был продан на аукционе за 14 миллионов долларов, что явилось рекордной ценой для Porsche.

### 1971. Porsche 917LH («длинный хвост»)

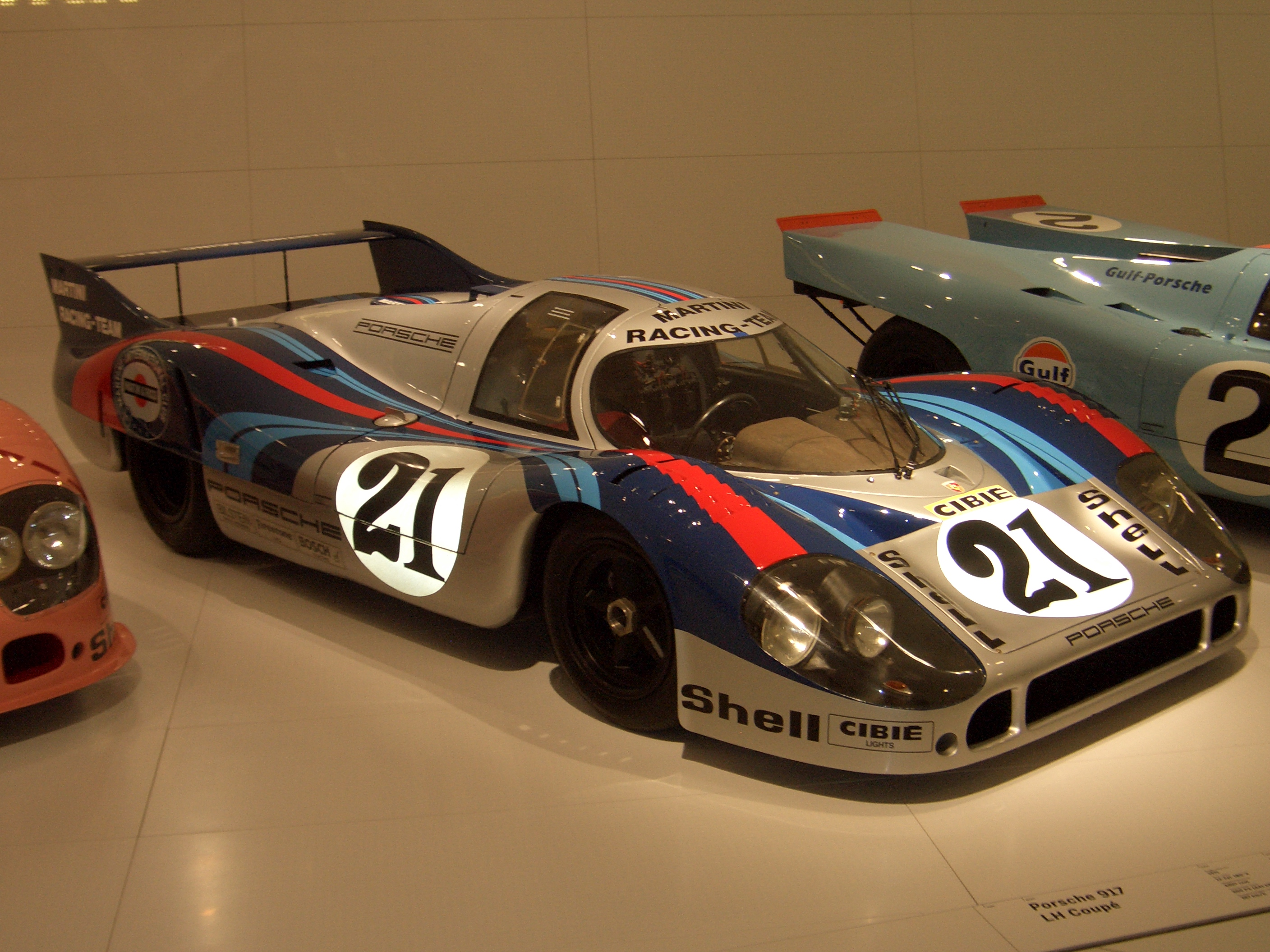
Porsche 917 LH (1971)

Модель 1971 года стала дальнейшим развитием модели 917L 1970 года и была создана специально для участия в одной гонке «24 часа Ле-Мана» в 1971 году. Автомобиль был более стабильным, чем его предшественник 1970 года, из-за нового кузова и пересмотренных настроек подвески и частично закрытых крышек задних колес. Передняя часть автомобиля была также переработана. Три Porsche 917 LH были запущены в «Ле-Мане» в 1971 году: два управлялись командой Джона Уайера (SER # 917L-043 и 917L-045) (оба Ливрея Персидского залива), а один управлялся командой Мартини Интернешнл (SER # 917L-042) (Серебряная гоночная мартини). Хотя Джеки Оливер успешно квалифицировался на поул-позиции, ни одна из трёх машин не закончила гонку. Это была последняя гонка, в которой участвовали Porsche 917LH. В итоге остались на ходу только три Porsche 917L. Каждый Porsche 917L попал в музейные экспозиции. Так, Porsche 917L-042 был выставлен в музее Porsche в Штутгарте, Porsche 917L-043 — в Автомобильном музее Фонда Симеоне в Филадельфии (штат Пенсильвания), а Porsche 917L-045 — в музее Ле-Мана. Вообще LH — не заводской термин, но обычно он принимается большинством экспертов, чтобы описать «переделку» для сезона 1971 года от предыдущих моделей 1970 года.

### 1971. Porsche 917/20 («Розовая свинья»)

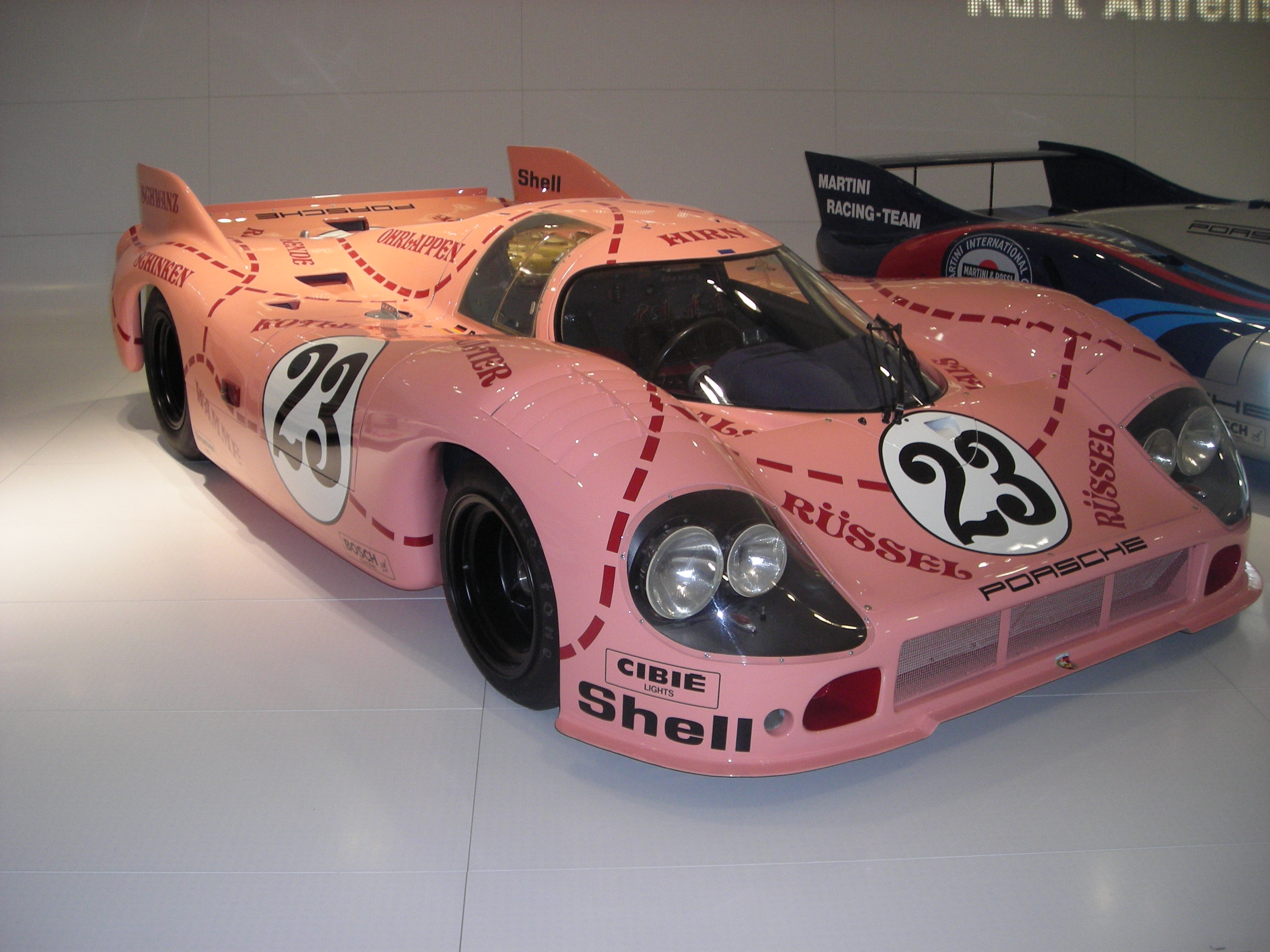
Porsche 917/20 «Розовая Свинья»

Модификация Porsche 917/20 представляла собой одноразовую машину для экспериментальных исследований и разработок. Она была спроектирована в качестве промежуточного автомобиля, чтобы объединить низкое сопротивление модификации LH и стабильность модификации K. Данная модификация использовалась единственный раз гонке «24 часа Ле-Мана» в 1971 году командой Мартини Интернешнл под управлением Райнхольда Йоста, Вилли Каухсена и Хельмута Марко. Она стала известна как «Розовая свинья» благодаря широким габаритам и нанесённым на кузов пунктирным линиям, напоминающим схемы разделки туш животных, которые покрывали весь кузов. Несмотря на то что автомобиль в квалификации занял седьмую позицию, он был вынужден прекратить гонку в связи с серьёзной аварией. Впоследствии автомобиль был восстановлен, а позднее выставлен в музее Porsche в Штутгарте.

### 1972. Porsche 917/10

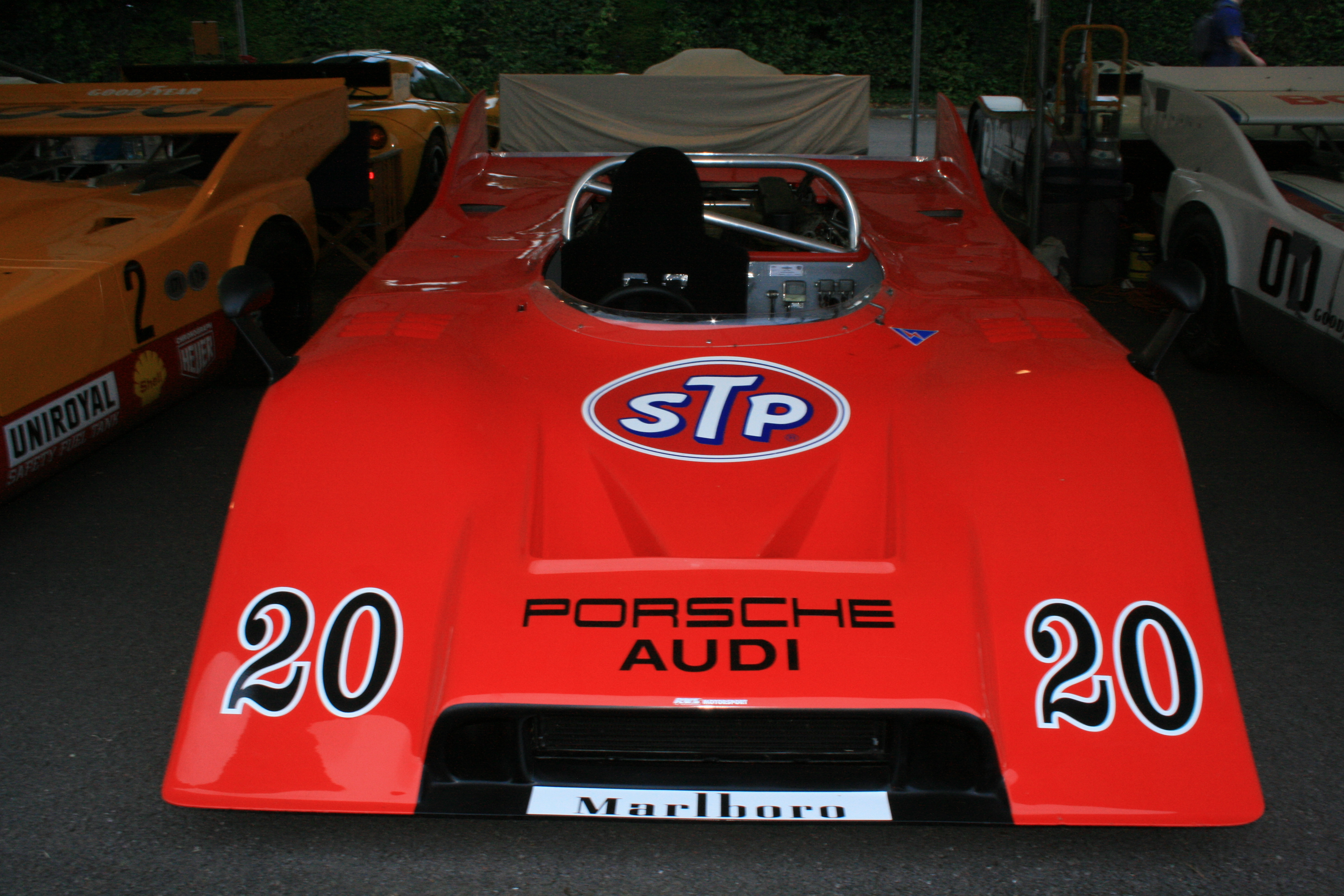
Porsche 917/10

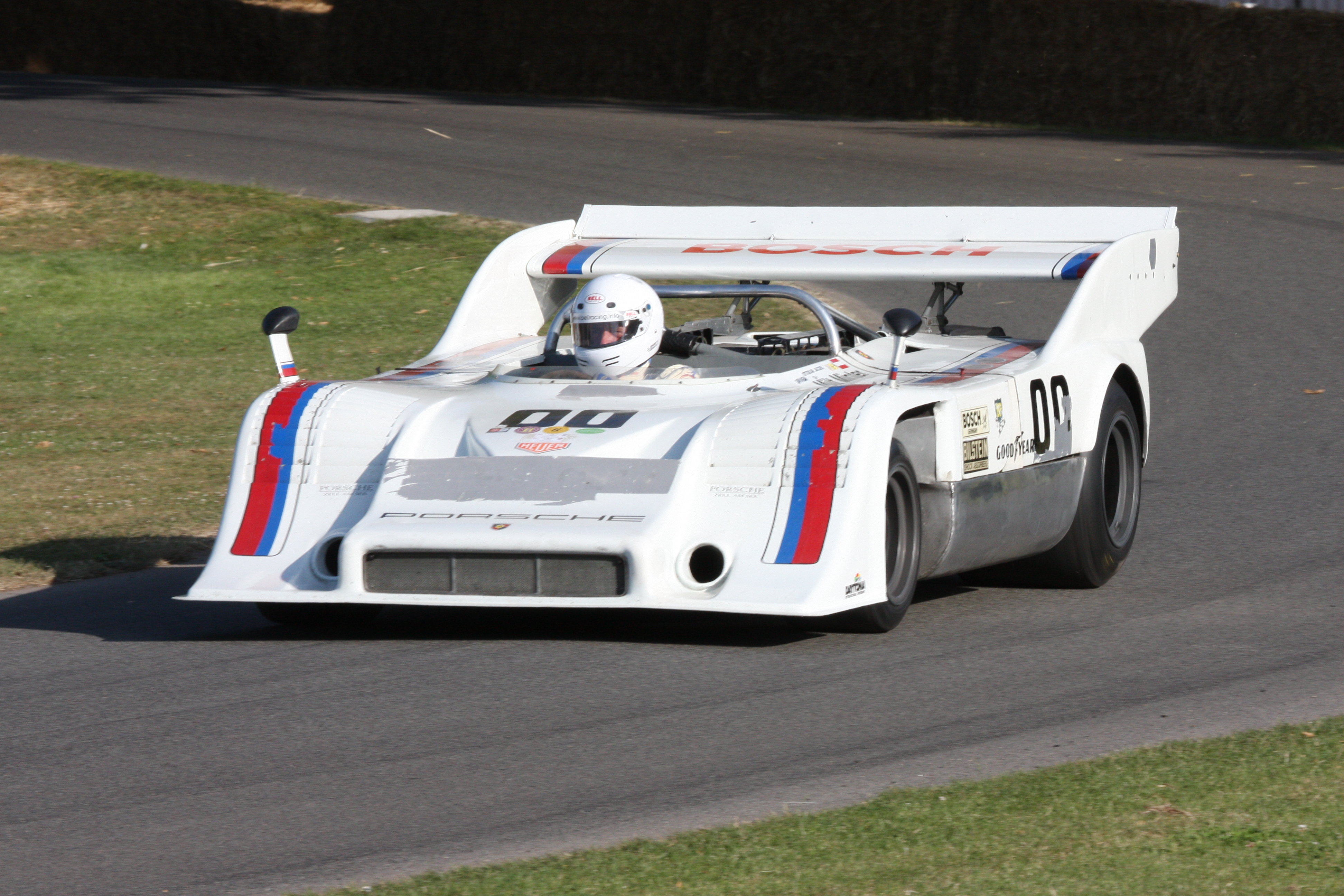
Porsche 917/10 (1972)

Модификация Porsche 917/10 была создана для участия в гонках Can-Am в 1972 году. Два 5-литровых двигателя Flat-12 были специально доработаны для обеспечения дополнительной компрессии. Также были установлены два турбокомперссора, что дало автомобилю огромную мощность. Джордж Фоллмер выиграл чемпионат Can-Am в 1972 на данном автомобиле. Двенадцать данных автомобилей существуют по сей день.

### 1973. Porsche 917/30

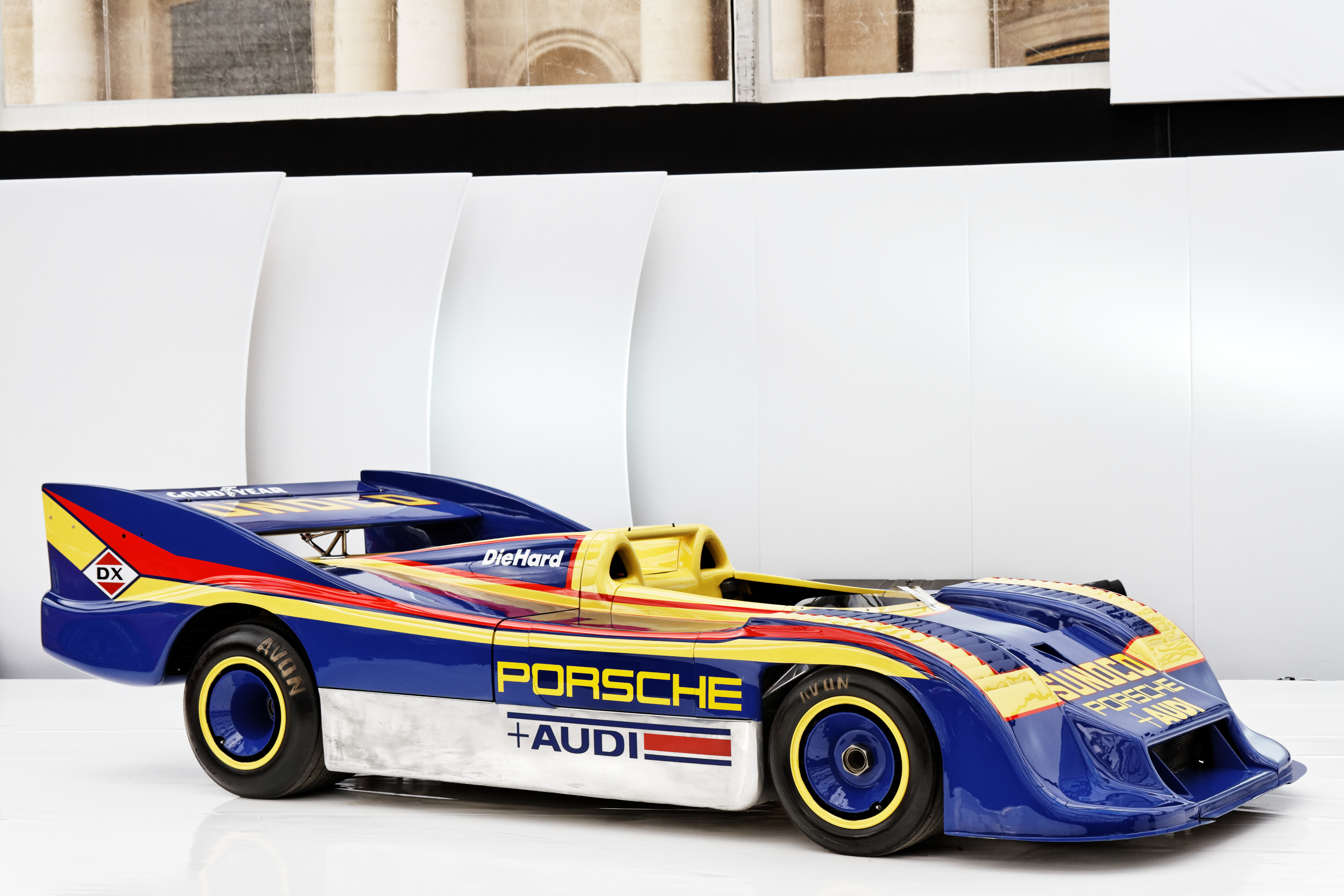
Porsche 917/30 CAN-AM

Модификация 917/30 являлась последней официальной версией Porsche 917. Автомобиль был признан одним из самых мощных спортивных гоночных автомобилей. Для этой версии автомобиля был спроектирован абсолютно новый кузов. Двигатель с двойным турбонаддувом был расточен до 5,4 литра, что давало ему 1110—1580 лошадиных сил в зависимости от настройки двигателя. Porsche 917/30 имела большую популярность в гонках Can-Am в США.
Всего было построено 6 автомобилей данной модификации.

## 1981
В 1981 году в связи с изменившимися правилами автомобиль Porsche 917 вновь смог принять участие в гонке «24 часа Ле-Мана». Команда Kremer Racing представила обновлённый Porsche 917: 917 K-81. Автомобиль квалифицировался в первой десятке, однако был вынужден сняться с гонки в связи со столкновением и последующими техническими неполадками.